# George Vickers

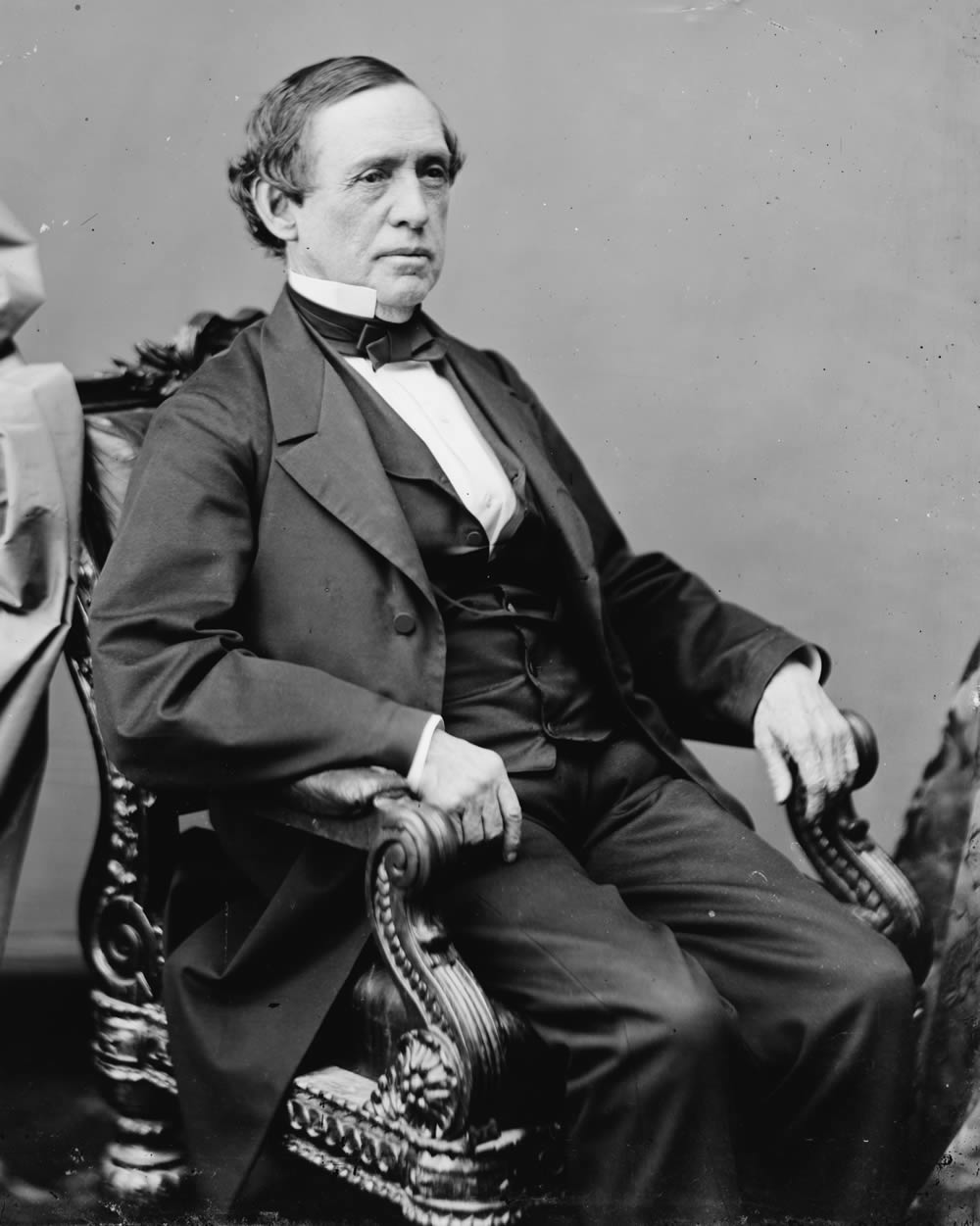
George Vickers

George Vickers, född 19 november 1801 i Chestertown, Maryland, död 8 oktober 1879 i Chestertown, Maryland, var en amerikansk demokratisk politiker. Han representerade delstaten Maryland i USA:s senat 1868–1873.
Vickers studerade juridik och inledde 1832 sin karriär som advokat i Chestertown. Han var elektor för George B. McClellan i presidentvalet i USA 1864. Han var ledamot av delstatens senat 1866–1867.
Senator John Creswells mandatperiod löpte ut i mars 1867. Delstatens lagstiftande församling valde Philip Francis Thomas till Creswells efterträdare men senaten vägrade att godkänna valet av Thomas. Mandatet förblev vakant fram till 1868 då Vickers tillträdde ämbetet. Han efterträddes 1873 som senator av George R. Dennis.
Vickers var metodist. Han gravsattes på Chester Cemetery i Chestertown.